# Vila Franca da Serra
Vila Franca da Serra é uma povoação portuguesa sede da Freguesia de Vila Franca da Serra do Município de Gouveia, freguesia com 11,01 km² de área e 238 habitantes (censo de 2021), tendo, por isso, uma densidade populacional de 21,6 hab./km².
Também conhecida apenas por Vila Franca, pertenceu ao concelho de Linhares até 24 de Outubro de 1855, passando a partir daí para o concelho (atual município) de Gouveia.
A freguesia integra os lugares de Vila Franca da Serra e Ponte Nova.

## Demografia
A população registada nos censos foi:
| Distribuição da População por Grupos Etários | Distribuição da População por Grupos Etários | Distribuição da População por Grupos Etários | Distribuição da População por Grupos Etários | Distribuição da População por Grupos Etários |
| -------------------------------------------- | -------------------------------------------- | -------------------------------------------- | -------------------------------------------- | -------------------------------------------- |
| Ano                                          | 0-14 Anos                                    | 15-24 Anos                                   | 25-64 Anos                                   | > 65 Anos                                    |
| 2001                                         | 38                                           | 42                                           | 130                                          | 93                                           |
| 2011                                         | 28                                           | 22                                           | 128                                          | 84                                           |
| 2021                                         | 15                                           | 22                                           | 113                                          | 88                                           |

## Património e pontos de interesse
- Igreja de São Vicente
- Capela de Santo António
- Habitação Quinhentista junto à Igreja Matriz
- Sítios Arqueológicos Lagar Quinta do Dr. Mário, Sepultura Quinta do Dr. Mário e Penedo Massouro

### Ponte Nova
- Núcleo tradicional da Ponte Nova (moinhos de água)
- Capela de Nossa Senhora de Fátima
- Praia fluvial de Ponte Nova